# Władysław Kononowicz
Władysław Kononowicz (ur. w 1820, zm. 4 czerwca 1863 w Warce) – naczelnik wojenny powiatu warszawskiego, pułkownik wojsk powstańczych w czasie powstania styczniowego.
W armii rosyjskiej walczył na Kaukazie, gdzie dosłużył się stopnia majora. Był członkiem konspiracji w Armii Imperium Rosyjskiego, poprzedzającej wybuch powstania styczniowego. Po wzięciu dymisji z wojska został dowódcą oddziałów powstańczych w ziemi czerskiej. Zorganizował na prawym brzegu Pilicy (między Warką a Magnuszewem) oddział powstańczy z okolicznych mieszkańców działający w lasach, głównie Puszczy Stromeckiej, stoczył szereg potyczek z wojskiem  rosyjskim. 25 marca 1863 pobił Rosjan pod Chynowem. 19 kwietnia rozbił pod Wąchockiem trzykrotnie silniejszą kolumnę rosyjską. 20 kwietnia zdobył na wrogu 180 karabinów. 4 maja rozbił Rosjan pod Magnuszewem, 14 maja stoczył zwycięską potyczkę pod Rozniszewem. Obozował na niedostępnej kępie rozniszewskiej (obecnie Anielin-Kępa) u ujścia Pilicy pod Rozniszewem, prowadził wypady na Warkę, Nowe Miasto nad Pilicą, Magnuszew, Ryczywół. 
Jego zwycięstwo z 14 maja spowodowało wyprawę odwetową 2 000 żołnierzy rosyjskich z Warszawy. Otoczony 2 czerwca 1863 r. pod Grabowską Wolą rozwiązał oddział, ale sam z eskortą został ujęty i odwieziony do Warki (razem z adiutantami Edmundem Nałęcz-Sadowskim i F. Łabędzkim). 4 czerwca 1863 r. wraz z nimi został rozstrzelany na wareckich błoniach.